# Zombilation - The Createst Cuts
Zombilation – The Greatest Cuts je album finske glasbene skupine Lordi. Izšel je leta 2009 pri založbi Sony Music.

## Seznam skladb
1. "Hard Rock Hallelujah" (Eurovicious Radio Edit)
2. "Bite it Like a Bulldog"
3. "Who's Your Daddy?" (Decapitated Radio Edit)
4. "Devil is a Loser"
5. "Blood Red Sandman"
6. "Get Heavy"
7. "They Only Come Out at Night"
8. "My Heaven is Your Hell"
9. "Beast Loose in Paradise"
10. "Deadache"
11. "Would You Love A Monsterman?" (2006 Version)
12. "Bringing Back The Balls to Rock"
13. "Forsaken Fashion Dolls"
14. "Supermonstars (The Anthem of the Phantoms)"
15. "The Children of the Night"
16. "Rock The Hell Outta You"
17. "Pet the Destroyer"
18. "Monster Monster"
19. "It Snows in Hell"